# Charlotte Engel-Reimers
Charlotte Engel-Reimers, née le 26 septembre 1870  à Hambourg et morte le 29 octobre 1930 à Berlin-Steglitz, est une économiste allemande et militante pour les droits des femmes. En 1901, elle est la première femme de Hambourg à obtenir un diplôme d'études secondaires, puis une des premières en Allemagne à obtenir un doctorat en économie alors que les femmes n'ont pas encore accès officiellement à l'université.

## Biographie

### Jeunesse et formation
Charlotte Henriette Pauline Emilie Engel-Reimers est née le 26 septembre 1870 à Hambourg. Elle est la fille de Julius Engel-Reimers (1837-1906), médecin des maladies cutanées et vénériennes de l'hôpital de Lohmühlen et de Antonie Schweizer (1844-1880), de nationalité américaine et allemande. Elle a une sœur plus jeune, Hélène (1873-1954). A la mort de leur mère en 1880, le père élève ses deux filles de façon stricte. Il se remarie avec  Amalie Jebens, la fille d'un commerçant en vin de Hambourg. Depuis son enfance Charlotte Engel-Reimers souffre d'importants problèmes de santé.
Charlotte Engel-Reimers fréquente l'école de filles du couvent Saint Johannis (de) de 1880 à 1885, puis un lycée de filles jusqu'à fin mars 1886. Selon son certificat final, elle a des notes bonnes à très bonnes.
En 1901, elle est la première femme de Hambourg à obtenir son diplôme d'études secondaires, l'Abitur, avec la mention « bien » au Wilhelm-Gymnasium (de). Elle le présente en candidate libre après avoir suivi des cours particuliers, l'enseignement secondaire n'étant pas accessible aux femmes à Hambourg avant 1910.

### Etudes universitaires
Comme il n'y a pas encore d'université à Hambourg, elle va étudier l'économie à l'Université de Berlin, où elle vit avec sa sœur Hélène Engel-Reimers dans le quartier de Steglitz. L'un de ses professeurs est Gustav Schmoller, qui a une influence durable sur elle.
En 1906, Charlotte Engel-Reimers obtient son doctorat en économie avec une thèse sur la fabrication de chaussures en feutre à Berlin, Filzschuhmacherei -Staats Und Socialwissenschaftliche Forschungen, avant même que les femmes ne soient officiellement admises aux études universitaires,.
En 1911, elle écrit Die deutschen Bühnen und ihre Angehörigen ( Les scènes allemandes et leurs proches) sur la situation économique des ouvriers allemands du théâtre.
Elle introduit une première demande d'habilitation en philosophie en 1912 qui est rejetée, les femmes ne seront autorisée en Allemagne à faire des habilitations qu'en 1920.
Elle enseigne alors au séminaire de sciences politiques et de statistiques de l'Université Friedrich Wilhelm de Berlin où on l'autorise, à titre exceptionnel en raison de la qualité de son enseignement, à donner cours dans son appartement lorsque sa santé l'empêche de sortir.
Elle présente une seconde demande d'habilitation en 1926 à la Faculté de philosophie en sciences politiques de l'Université de Berlin et est admise deux ans plus tard à des cours de perfectionnement. Comme elle tomba gravement malade à plusieurs reprises au milieu des années 1920, elle ne peut terminer son habilitation qu’en 1930, avec Der Idealismus in der Wirtschaftswissenschaft. Elle décède avant d'avoir pu prononcer son discours inaugural.

### Engagement social et féministe
Au tournant du siècle, Charlotte et Hélène Engel-Reimers s'engagent activement dans des actions caritatives dans le quartier d'Uhlenhorst. En 1896, elles créent l' Arbeitsnachweis für Frauen, Uhlenhorst-Barmbek, un certificat de travail qui donne aux femmes une preuve de travail avec la possibilité de s’aider elles-mêmes au lieu de compter sur le soutien des autres,.
Entre 1896 et 1899, Charlotte Engel-Reimers et Lida Gustava Heymann sont membres du conseil d'administration du groupe local de Hambourg de l'Association générale des femmes allemandes  (Allgemeiner Deutscher Frauenverein) . Elles co-fondent ensuite d'autres associations féminines comme  le Verein Frauenwohl, le Deutscher Verband für Frauenstimmrecht (Association allemande pour le droit de vote des femmes), la section de Hambourg de la Centralstelle für weibliche Bühnenangehörige Deutschlands (Office central des  travailleuses de théâtre en Allemagne, qui fournit des costumes aux actrices pauvres et dispose d'un fonds de soutien)  et l'Association allemande pour le droit de vote des femmes (de).
Après la Première Guerre mondiale, elle travaille dans des associations religieuses et sociales conservatrices du mouvement des femmes.
Charlotte Engel-Reimers décède le 29 octobre 1930 à Berlin.

## Publications
Les trois principales publications de Charlotte Engel-Reimers sont réimprimées à plusieurs reprises depuis 2015 et régulièrement citées comme références dans les publications scientifiques, plus de cent ans plus tard.
- (de) Die Berliner Filzschuhmacherei -Staats Und Socialwissenschaftliche Forschungen, Duncker & Humblot, 2017 (1re éd. 1906) (ISBN 978-3428177684)
- (de) Die Deutschen Bühnen und Ihre Angehörigen: Eine Untersuchung Über Ihre Wirtschaftliche Lage, Wentworth PR, 1911 (réimpr. 2018), 802 p. (ISBN 978-1361851609, lire en ligne)
- (de) Dorothea Bernhard-Jacobi (dir.) (préf. Max Sering), Der Idealismus in der Wirtschaftswissenschaft. Charlotte Engel-Reimers., Munich, Leipzig, Duncker & Humblot, 1932